# Italian Lightweight Championship
L'Italian Lightweight Championship è il titolo per i pesi leggeri difeso nella federazione Italian Championship Wrestling.

## Storia
Il titolo viene assegnato per la prima volta il 4 febbraio 2007 ed a vincerlo è Crazy G aggiudicandosi un 6-man Elimination match in cui lottarono anche Red Devil, Payday Patterson, Ape Atomica, Psycho Mike e Raid.
Il record di regni titolati appartiene attualmente a Doblone, che ha detenuto la cintura per tre volte, mentre il record di difese con successo spetta a Tenacious Dalla che vanta una striscia vincente con la cintura alla vita di quindici incontri.

## Albo d'oro
| Lottatore        | Regni | Data              | Luogo                 | Note |
| ---------------- | ----- | ----------------- | --------------------- | --- |
| Crazy G          | 1     | 4 febbraio 2007   | Vistarino             | Sconfiggendo Red Devil, Ape Atomica, Raid, Payday Patterson e Psycho Mike in un 6-Men Elimination match che assegnava la cintura |
| Psycho Mike      | 1     | 9 giugno 2007     | Bergamo               | Sconfiggendo Crazy G in un Falls Count Anywere Match |
| Puck             | 1     | 18 agosto 2007    | Brusson               | Sconfiggendo Psycho Mike in un No Limits Match |
| Charlie Kid      | 1     | 22 dicembre 2007  | Pantigliate           | |
| Puck             | 2     | 9 maggio 2008     | Verano Brianza        | |
| Black Jack       | 1     | 10 maggio 2008    | Treviglio             | |
| Red Devil        | 1     | 16 agosto 2008    | Brusson               | |
| Doblone          | 1     | 6 giugno 2009     | Lecco                 | |
| Mr. Excellent    | 1     | 4 settembre 2009  | Codogno               | |
| Doblone          | 2     | 21 novembre 2009  | Codogno               | |
| Dinamite Jo      | 1     | 24 ottobre 2010   | San Martino in Strada | |
| Psycho Mike      | 2     | 25 giugno 2011    | Codogno               | |
| Corvo Bianco     | 1     | 3 dicembre 2011   | Olginate              | |
| Dinamite Jo      | 2     | 31 marzo 2012     | Trescore              | |
| Corvo Bianco     | 2     | 28 aprile 2012    | Copiano               | In un match 3 VS.3 che coinvolgeva anche Charlie Kid e Superstar Simon Silas nel team di Corvo Bianco e Serch e Stelvio l'Alpino nel team di Dinamite Jo. |
| Alex Flash       | 1     | 14 aprile 2013    | Copiano               | Sconfiggendo Corvo Bianco, Red Devil, Silver Star, Pegaso e Tenacious Dalla in un 6-men Elimination match |
| Doblone          | 3     | 13 aprile 2014    | Firenze               | |
| Mark Fit         | 1     | 24 maggio 2014    | Borgosatollo          | In un Triple threat match che coinvolgeva, oltre a Doblone, anche il lottatore norvegese Adrian Storm |
| Manuel Majoli    | 1     | 14 marzo 2015     | Rho                   | |
| Tenacious Dalla  | 1     | 19 dicembre 2015  | Gussago               | In un match a nove uomini che vedeva coinvolti anche Mr. Excellent, Xpress, Mark Fit, Nick Lenders, Alex Flash, Killer Mask e Simon Silas |
| Max Peach        | 1     | 26 Novembre 2016  | Valera Fratta         | In un match quadrangolare che vedeva coinvolti anche Tenacious Dalla, Doblone e Gargoyle |
| Tenacious Dalla  | 2     | 8 aprile 2017     | Valera Fratta         | In un match triangolare che comprendeva, oltre al campione Max Peach, anche Gargoyle. |
| Rick Barbabionda | 1     | 30 Dicembre       | Carugate              | |
| Vacante          |       | 07 giugno 2018    |                       | Il Direttore Generale Andy Manero strappa d’ufficio il Titolo Italiano dei Pesi Leggeri a RICK BARBABIONDA per aver superato il peso limite di 84 kg, e dichiara il Titolo vacante. |
| Gabriel Bach     | 1     | 29 settembre 2018 | Gattinara             | GABRIEL BACH vince un Match Quadrangolare per la riassegnazione del Titolo vacante, comprendente anche Mr. Excellent, Sonny Vegas e Jacob Daniels |
| Hardcore Cassi   | 1     | 17 febbraio 2019  | Costa di Mezzate      | |
| Trevis Montana   | 1     | 14 settembre 2019 | Costa di Mezzate      | |
| Vacante          |       | 16 ottobre 2021   | San Paolo d'Argon     | Per aver perso il suo match contro Alessandro Corleone, Trevis Montana viene licenziato dal Direttore Generale Tenacious Dalla e il suo Titolo viene così reso vacante. Il Ladder Match di riassegnazione del Titolo (comprendente Psycho Mike, El Panzero, Puck, Zoom, Mark Reed, Spencer, Zoom) termina in No Contest quando Trevis Montana, aiutato dai Rebel Souls della MWF, arriva a sorpresa e si impossessa della Cintura. |
| Trevis Montana   | 2     | 19 febbraio 2022  | San Paolo d'Argon     | TREVIS MONTANA viene riconosciuto dalla ICW come il nuovo Campione Italiano dei Pesi Leggeri, a seguito della vittoria del suo team (comprendente anche i Rebel Souls) nel match 5 contro 5 a eliminazione contro il team del Direttore Tenacious Dalla, comprendente Bjorn, Dave Atlas, El Panzero, Spencer e Mark Reed. |
| Panzero          | 1     | 17 settembre 2022 | San Paolo d'Argon     | |